# Chaetoseris likiangensis
Chaetoseris likiangensis là một loài thực vật có hoa trong họ Cúc. Loài này được (Franch.) C.Shih mô tả khoa học đầu tiên năm 1991.